# Pusztadobos, Szabolcs-Szatmár-Bereg
Pusztadobos  este un sat în districtul Vásárosnamény, județul Szabolcs-Szatmár-Bereg, Ungaria, având o populație de 1.482 de locuitori (2011). 

## Demografie
Componența etnică a satului Pusztadobos
     Maghiari (81,72%)
     Romi (18,02%)
     Ucraineni (0,26%)
Componența confesională a satului Pusztadobos
     Romano-catolici (33,74%)
     Reformați (31,17%)
     Greco-catolici (14,24%)
     Necunoscută (20,24%)
     Alte religii (1,69%)
Conform recensământului din 2011, satul Pusztadobos avea 1.482 de locuitori. Din punct de vedere etnic, majoritatea locuitorilor (81,72%) erau maghiari, cu o minoritate de romi (18,02%). Nu există o religie majoritară, locuitorii fiind romano-catolici (33,74%), reformați (31,17%) și greco-catolici (14,24%). Pentru 20,24% din locuitori nu este cunoscută apartenența confesională.